# Liste der Stolpersteine in Weinsberg
Die Liste der Stolpersteine in Weinsberg enthält die Stolpersteine in Weinsberg im Landkreis Heilbronn in Baden-Württemberg. Die Stolpersteine erinnern an die Weinsberger Opfer des Nationalsozialismus. Auch Weinsberger Bürgerinnen und Bürger mussten aufgrund ihres jüdischen Glaubens aus ihrer Heimatstadt fliehen oder wurden in Konzentrationslager deportiert und dort ermordet. Die Stolpersteine wurden von Gunter Demnig persönlich verlegt. Sie werden normalerweise vor dem letzten selbstgewählten Wohnort des Opfers verlegt.
Die erste und einzige Verlegung in Weinsberg fand am 23. Oktober 2021 statt, es wurden acht Stolpersteine an zwei Adressen verlegt.

## Liste
| Bild | Person, Inschrift                                                                        | Verlegeort         | Zusätzliche Informationen |
| --- | ---------------------------------------------------------------------------------------- | ------------------ | --- |
| | HIER WOHNTE HIRSCH THALHEIMER JG. 1867 DEPORTIERT 1942 THERESIENSTADT ERMORDET 20.3.1943 | Bahnhofstraße 32 · | Familie Hirsch Thalheimer lebte ab den 1930er Jahren im Haus in der Bahnhofstraße 32. Hirsch Thalheimer (geb. 6. November 1867 in Lehrensteinsfeld als Sohn von Max Thalheimer) war Inhaber einer Viehhandlung. Er war verheiratet mit Bertha (Bella) Thalheimer geb. Hirschheimer (geb. 1. September 1876 als Tochter von Nathali Hirschheimer und Lena geb. Falk in Lehren). Das Ehepaar hatte drei Töchter: Gertrud (geb. 18. November 1899 in Weinsberg), Rosa (geb. 6. Juni 1901 in Weinsberg), Klara (geb. 30. Oktober 1903 in Weinsberg). Die Tochter Klara heiratete Rudolf Krakauer (geb. 22. Januar 1896 in Berlin), mit dem sie einen Sohn Kurt Jakob hatte (geb. 20. Mai 1936 in Hannover). Die Familie Krakauer lebte anfangs in Hannover, ab 1939 in Weinsberg bei den Eltern von Klara in der Bahnhofstraße 32, danach wieder in Hannover. Von Hannover aus wurde die Familie Krakauer am 15. Dezember 1941 in das Ghetto Riga deportiert. Alle drei sind umgekommen. Hirsch und Bertha Thalheimer wurden am 1. Dezember 1941 mit der Tochter Gertrud nach Riga deportiert. Bei dieser Deportation ist Gertrud verschollen. Über verschiedene Zwischenstationen wurden Hirsch und Bertha am 22. August 1942 ins Ghetto Theresienstadt gebracht. Hirsch starb dort am 20. März 1943, Bertha am 2. September 1943. Die Tochter Rosa konnte in die USA emigrieren. Sie hatte nach 1945 noch Kontakte zu der Familie, die das Haus der Thalheimers in der Bahnhofstraße 32 gekauft hatte. |

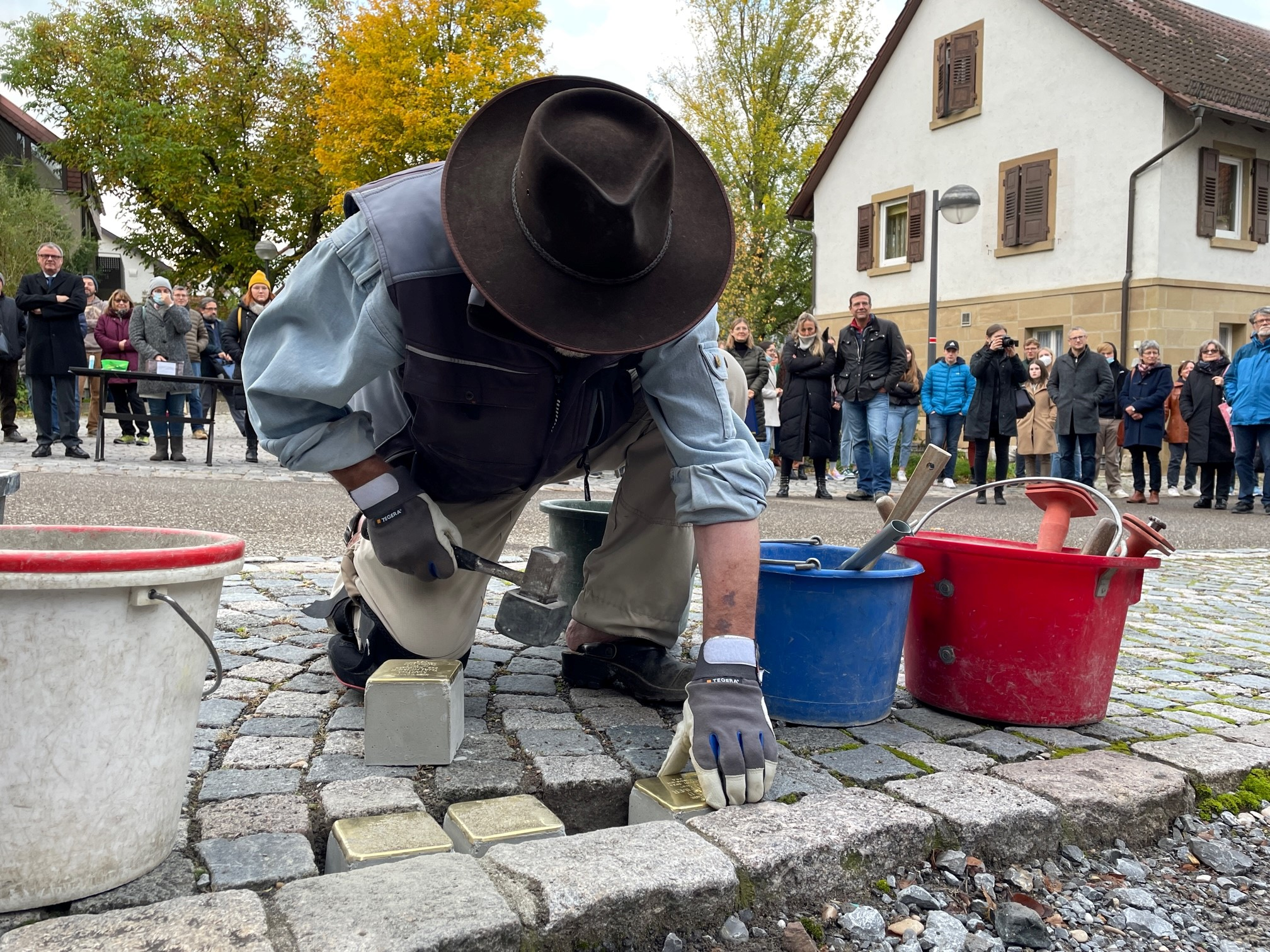
Gunter Demnig verlegt die vier Stolpersteine vor der Stadtmühle in Weinsberg

| HIER WOHNTE BERTHA THALHEIMER JG. 1876 GEB. HIRSCHHEIMER DEPORTIERT 1942 THERESIENSTADT ERMORDET 2.9.1943 |                                                                                          | Bahnhofstraße 32 · | Familie Hirsch Thalheimer lebte ab den 1930er Jahren im Haus in der Bahnhofstraße 32. Hirsch Thalheimer (geb. 6. November 1867 in Lehrensteinsfeld als Sohn von Max Thalheimer) war Inhaber einer Viehhandlung. Er war verheiratet mit Bertha (Bella) Thalheimer geb. Hirschheimer (geb. 1. September 1876 als Tochter von Nathali Hirschheimer und Lena geb. Falk in Lehren). Das Ehepaar hatte drei Töchter: Gertrud (geb. 18. November 1899 in Weinsberg), Rosa (geb. 6. Juni 1901 in Weinsberg), Klara (geb. 30. Oktober 1903 in Weinsberg). Die Tochter Klara heiratete Rudolf Krakauer (geb. 22. Januar 1896 in Berlin), mit dem sie einen Sohn Kurt Jakob hatte (geb. 20. Mai 1936 in Hannover). Die Familie Krakauer lebte anfangs in Hannover, ab 1939 in Weinsberg bei den Eltern von Klara in der Bahnhofstraße 32, danach wieder in Hannover. Von Hannover aus wurde die Familie Krakauer am 15. Dezember 1941 in das Ghetto Riga deportiert. Alle drei sind umgekommen. Hirsch und Bertha Thalheimer wurden am 1. Dezember 1941 mit der Tochter Gertrud nach Riga deportiert. Bei dieser Deportation ist Gertrud verschollen. Über verschiedene Zwischenstationen wurden Hirsch und Bertha am 22. August 1942 ins Ghetto Theresienstadt gebracht. Hirsch starb dort am 20. März 1943, Bertha am 2. September 1943. Die Tochter Rosa konnte in die USA emigrieren. Sie hatte nach 1945 noch Kontakte zu der Familie, die das Haus der Thalheimers in der Bahnhofstraße 32 gekauft hatte. |
| HIER WOHNTE GERTRUD THALHEIMER JG. 1899 DEPORTIERT 1941 RIGA ERMORDET                                     |                                                                                          | Bahnhofstraße 32 · | Familie Hirsch Thalheimer lebte ab den 1930er Jahren im Haus in der Bahnhofstraße 32. Hirsch Thalheimer (geb. 6. November 1867 in Lehrensteinsfeld als Sohn von Max Thalheimer) war Inhaber einer Viehhandlung. Er war verheiratet mit Bertha (Bella) Thalheimer geb. Hirschheimer (geb. 1. September 1876 als Tochter von Nathali Hirschheimer und Lena geb. Falk in Lehren). Das Ehepaar hatte drei Töchter: Gertrud (geb. 18. November 1899 in Weinsberg), Rosa (geb. 6. Juni 1901 in Weinsberg), Klara (geb. 30. Oktober 1903 in Weinsberg). Die Tochter Klara heiratete Rudolf Krakauer (geb. 22. Januar 1896 in Berlin), mit dem sie einen Sohn Kurt Jakob hatte (geb. 20. Mai 1936 in Hannover). Die Familie Krakauer lebte anfangs in Hannover, ab 1939 in Weinsberg bei den Eltern von Klara in der Bahnhofstraße 32, danach wieder in Hannover. Von Hannover aus wurde die Familie Krakauer am 15. Dezember 1941 in das Ghetto Riga deportiert. Alle drei sind umgekommen. Hirsch und Bertha Thalheimer wurden am 1. Dezember 1941 mit der Tochter Gertrud nach Riga deportiert. Bei dieser Deportation ist Gertrud verschollen. Über verschiedene Zwischenstationen wurden Hirsch und Bertha am 22. August 1942 ins Ghetto Theresienstadt gebracht. Hirsch starb dort am 20. März 1943, Bertha am 2. September 1943. Die Tochter Rosa konnte in die USA emigrieren. Sie hatte nach 1945 noch Kontakte zu der Familie, die das Haus der Thalheimers in der Bahnhofstraße 32 gekauft hatte. |
| HIER WOHNTE KLARA THALHEIMER JG. 1897 DEPORTIERT 1941 RIGA ERMORDET                                       |                                                                                          | Bahnhofstraße 32 · | Familie Hirsch Thalheimer lebte ab den 1930er Jahren im Haus in der Bahnhofstraße 32. Hirsch Thalheimer (geb. 6. November 1867 in Lehrensteinsfeld als Sohn von Max Thalheimer) war Inhaber einer Viehhandlung. Er war verheiratet mit Bertha (Bella) Thalheimer geb. Hirschheimer (geb. 1. September 1876 als Tochter von Nathali Hirschheimer und Lena geb. Falk in Lehren). Das Ehepaar hatte drei Töchter: Gertrud (geb. 18. November 1899 in Weinsberg), Rosa (geb. 6. Juni 1901 in Weinsberg), Klara (geb. 30. Oktober 1903 in Weinsberg). Die Tochter Klara heiratete Rudolf Krakauer (geb. 22. Januar 1896 in Berlin), mit dem sie einen Sohn Kurt Jakob hatte (geb. 20. Mai 1936 in Hannover). Die Familie Krakauer lebte anfangs in Hannover, ab 1939 in Weinsberg bei den Eltern von Klara in der Bahnhofstraße 32, danach wieder in Hannover. Von Hannover aus wurde die Familie Krakauer am 15. Dezember 1941 in das Ghetto Riga deportiert. Alle drei sind umgekommen. Hirsch und Bertha Thalheimer wurden am 1. Dezember 1941 mit der Tochter Gertrud nach Riga deportiert. Bei dieser Deportation ist Gertrud verschollen. Über verschiedene Zwischenstationen wurden Hirsch und Bertha am 22. August 1942 ins Ghetto Theresienstadt gebracht. Hirsch starb dort am 20. März 1943, Bertha am 2. September 1943. Die Tochter Rosa konnte in die USA emigrieren. Sie hatte nach 1945 noch Kontakte zu der Familie, die das Haus der Thalheimers in der Bahnhofstraße 32 gekauft hatte. |
| | HIER WOHNTE ALFRED THALHEIMER JG. 1934 FLUCHT 1934 FRANKREICH USA                        | Kanalstraße 37 ·   | Familie Alfred Thalheimer lebte bis zur Mitte der 1930er Jahre in der Stadtmühle in der Kanalstraße 37. Alfred Thalheimer (geb. 23. Juni 1897 als Sohn des Aron Thalheimer und der Mina Thalheimer geb. Henle in Lehrensteinsfeld) war verheiratet mit Martha Thalheimer geb. Kaufmann (geb. 7. Mai 1903). Sie hatten einen Sohn Fritz (geb. 2. März 1929 in Weinsberg) und eine Tochter Nelly (geb. 22. Januar 1930). Die Familie konnte 1934 noch rechtzeitig nach Frankreich (Lyon) auswandern, wo sie überlebte. Im Haus Kanalstraße 37 wohnten – nach Angaben des Adressbuches Weinsberg 1936 – danach nichtjüdische Personen. Im Zuge des Restitutionsverfahrens nach 1945 verkaufte Alfred Thalheimer sein Anwesen an den Wirt vom Gasthof Ochsen. Alfred Thalheimer lebte mit seiner Familie inzwischen in den USA und verstarb im April 1975, seine Frau Martha am 1. Juli 1988 in Los Angeles, CA/US. Der Sohn Fritz (Fred) Thalheimer ist am 21. Dezember 1999 in Santa Rosa, Sonoma CA/USA gestorben. |
| HIER WOHNTE MARTHA THALHEIMER GEB. KAUFMANN JG. 1903 FLUCHT 1934 FRANKREICH USA                           |                                                                                          | Kanalstraße 37 ·   | Familie Alfred Thalheimer lebte bis zur Mitte der 1930er Jahre in der Stadtmühle in der Kanalstraße 37. Alfred Thalheimer (geb. 23. Juni 1897 als Sohn des Aron Thalheimer und der Mina Thalheimer geb. Henle in Lehrensteinsfeld) war verheiratet mit Martha Thalheimer geb. Kaufmann (geb. 7. Mai 1903). Sie hatten einen Sohn Fritz (geb. 2. März 1929 in Weinsberg) und eine Tochter Nelly (geb. 22. Januar 1930). Die Familie konnte 1934 noch rechtzeitig nach Frankreich (Lyon) auswandern, wo sie überlebte. Im Haus Kanalstraße 37 wohnten – nach Angaben des Adressbuches Weinsberg 1936 – danach nichtjüdische Personen. Im Zuge des Restitutionsverfahrens nach 1945 verkaufte Alfred Thalheimer sein Anwesen an den Wirt vom Gasthof Ochsen. Alfred Thalheimer lebte mit seiner Familie inzwischen in den USA und verstarb im April 1975, seine Frau Martha am 1. Juli 1988 in Los Angeles, CA/US. Der Sohn Fritz (Fred) Thalheimer ist am 21. Dezember 1999 in Santa Rosa, Sonoma CA/USA gestorben. |
| HIER WOHNTE FRITZ THALHEIMER JG. 1929 FLUCHT 1934 FRANKREICH USA                                          |                                                                                          | Kanalstraße 37 ·   | Familie Alfred Thalheimer lebte bis zur Mitte der 1930er Jahre in der Stadtmühle in der Kanalstraße 37. Alfred Thalheimer (geb. 23. Juni 1897 als Sohn des Aron Thalheimer und der Mina Thalheimer geb. Henle in Lehrensteinsfeld) war verheiratet mit Martha Thalheimer geb. Kaufmann (geb. 7. Mai 1903). Sie hatten einen Sohn Fritz (geb. 2. März 1929 in Weinsberg) und eine Tochter Nelly (geb. 22. Januar 1930). Die Familie konnte 1934 noch rechtzeitig nach Frankreich (Lyon) auswandern, wo sie überlebte. Im Haus Kanalstraße 37 wohnten – nach Angaben des Adressbuches Weinsberg 1936 – danach nichtjüdische Personen. Im Zuge des Restitutionsverfahrens nach 1945 verkaufte Alfred Thalheimer sein Anwesen an den Wirt vom Gasthof Ochsen. Alfred Thalheimer lebte mit seiner Familie inzwischen in den USA und verstarb im April 1975, seine Frau Martha am 1. Juli 1988 in Los Angeles, CA/US. Der Sohn Fritz (Fred) Thalheimer ist am 21. Dezember 1999 in Santa Rosa, Sonoma CA/USA gestorben. |
| HIER WOHNTE NELLY THALHEIMER JG. 1930 FLUCHT 1934 FRANKREICH USA                                          |                                                                                          | Kanalstraße 37 ·   | Familie Alfred Thalheimer lebte bis zur Mitte der 1930er Jahre in der Stadtmühle in der Kanalstraße 37. Alfred Thalheimer (geb. 23. Juni 1897 als Sohn des Aron Thalheimer und der Mina Thalheimer geb. Henle in Lehrensteinsfeld) war verheiratet mit Martha Thalheimer geb. Kaufmann (geb. 7. Mai 1903). Sie hatten einen Sohn Fritz (geb. 2. März 1929 in Weinsberg) und eine Tochter Nelly (geb. 22. Januar 1930). Die Familie konnte 1934 noch rechtzeitig nach Frankreich (Lyon) auswandern, wo sie überlebte. Im Haus Kanalstraße 37 wohnten – nach Angaben des Adressbuches Weinsberg 1936 – danach nichtjüdische Personen. Im Zuge des Restitutionsverfahrens nach 1945 verkaufte Alfred Thalheimer sein Anwesen an den Wirt vom Gasthof Ochsen. Alfred Thalheimer lebte mit seiner Familie inzwischen in den USA und verstarb im April 1975, seine Frau Martha am 1. Juli 1988 in Los Angeles, CA/US. Der Sohn Fritz (Fred) Thalheimer ist am 21. Dezember 1999 in Santa Rosa, Sonoma CA/USA gestorben. |

## Verlegungen
Die Stolpersteine wurden am 23. Oktober 2021 vom Künstler Gunter Demnig persönlich verlegt.